# Georgbarsanovita
La georgbarsanovita és un mineral de la classe dels silicats que pertany al grup de l'eudialita. Originalment va ser anomenada barsanovita, per va ser desacreditada. Posteriorment va ser revalidada amb el nou nom georgbarsanovita, en honor de Georg Pavlovich Barsanov (Георгия Павловича Барсанова) (1907-1991), mineralogista rus.

## Característiques
La georgbarsanovita és un silicat de fórmula química Na₁₂(Mn,Sr,REE)₃Ca₆Fe²⁺₃Zr₃NbSi₂₅O₇₆Cl₂·H₂O. Va ser aprovada com a espècie vàlida per l'Associació Mineralògica Internacional l'any 2003. Cristal·litza en el sistema trigonal.
Segons la classificació de Nickel-Strunz, la georgbarsanovita pertany a «09.CO: Ciclosilicats amb enllaços de 9 [Si9O27]18-» juntament amb els següents minerals: al·luaivita, eudialita, ferrokentbrooksita, kentbrooksita, khomyakovita, manganokhomyakovita, oneil·lita, raslakita, feklichevita, carbokentbrooksita, zirsilita-(Ce), ikranita, taseqita, rastsvetaevita, golyshevita, labirintita, johnsenita-(Ce), mogovidita, aqualita, dualita, andrianovita, voronkovita i manganoeudialita.

## Formació i jaciments
Va ser descoberta a l'aflorament de pegmatita-nefelina del riu Petrelius, al massís de Khibini (óblast de Múrmansk, Rússia). Es tracta de l'únic indret de tot el planeta on ha estat descrita aquesta espècie mineral.